# 46丁目-ブリス・ストリート駅
46丁目-ブリス・ストリート駅（46ちょうめ-ブリス・ストリートえき、英語: 46th Street–Bliss Street）はニューヨーク市地下鉄IRTフラッシング線の駅である。クイーンズ区サニーサイドにあるクイーンズ・ブールバードと46丁目の交差点に位置し、7系統が終日停車する。

## 歴史
この駅は1917年4月21日にIRTフラッシング線の終点であったクイーンズボロ・プラザ駅からアルバーティス・アベニュー駅（現：103丁目-コロナ・プラザ駅）までの延伸開通と共にブリス・ストリート駅 (Bliss Street) として開業した。
駅のホームは1955年から1956年にかけてホーム有効長を11両編成に対応にするために延長する工事を行った。

## 駅構造
| P プラットホーム階           |                                                                  |                                          |
| 相対式ホーム、右側ドアが開く |                                                                  |                                          |
| 南行緩行線                   | ← 34丁目-ハドソン・ヤード駅行き（40丁目-ローリー・ストリート駅） |                                          |
| 急行線                       | ← 通過 →                                                         |                                          |
| 北行緩行線                   | → フラッシング-メイン・ストリート駅行き（52丁目駅）→             |                                          |
| 相対式ホーム、右側ドアが開く |                                                                  |                                          |
| M                            | 改札階                                                           | 改札口、駅員詰所、メトロカード自動券売機 |
| G                            | 地上階                                                           | 出入口                                   |

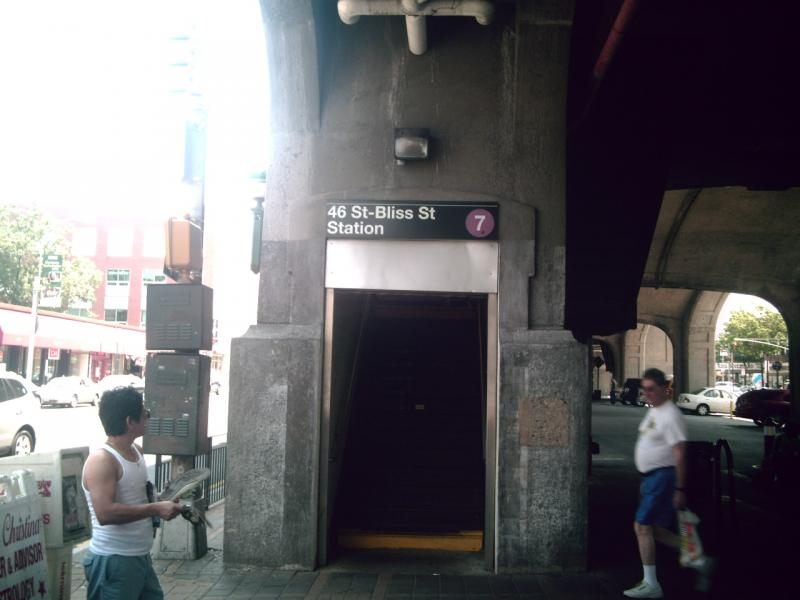
駅入口

駅は相対式ホーム2面と緩行線2線、急行線1線を有している2面3線の高架駅で、中央の急行線はラッシュ時に混雑方向へ向かう<7>系統が通過する。なお、この駅はクイーンズ・ブールバード上にある東端の駅で、路線は東側で北に曲がりルーズベルト・アベニューの上を通過する。
南北ホーム中央部には外壁とベージュと緑で塗装された屋根があり、ホーム先端部には腰付近までの高さのベージュの壁がある。外壁には1999年にユミ・ヘオが制作したステンドグラス作品である『Q is For Queens』の1つが飾られており、駅の出入口にも飾られている。

### 出口
当駅の改札口は東西に2ヶ所あり、西は46丁目に、東は47丁目に通じている。メインの改札口は西の46丁目側の物で各ホームへの2つの階段、回転式改札機1つ、きっぷ売り場、通りへの4つの階段がある。通りへの階段はクイーンズ・ブールバードと46丁目の交差点の4隅に降りている。なお、こちらの改札口では改札内での行き来はできない。
47丁目側の改札口は一部時間帯のみ開いており各ホームからの2つの階段、回転式改札機と退場専用の回転式改札機、通りへの4つの階段がある。階段はクイーンズ・ブールバードと47丁目の交差点の4隅に降りている。こちらの改札口では南北ホームの改札内での行き来が可能である。

## 駅名

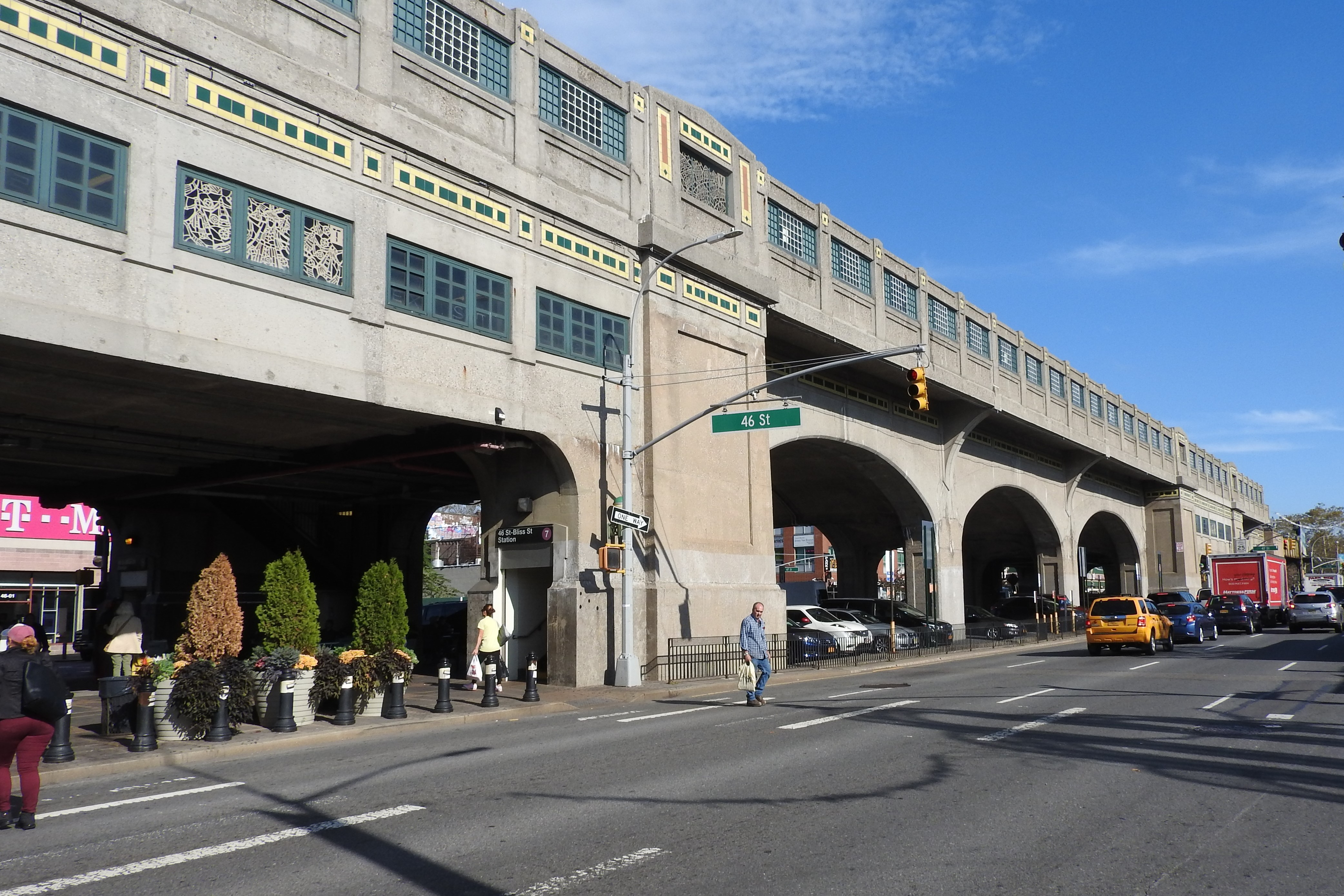
駅南側

駅の所在地にある46丁目は元々フェリーの運営者で実業家であったNeziah Blissの名を取り「Bliss Street（ブリス・ストリート）」と呼ばれていた。しかし、1920年代にブリスの名は通りの名前から外され46丁目となった。地下鉄の駅名は長らくブリスの名を付けたままであったが1998年に遂に駅名標や路線図からブリスの名を削除した。しかし、2003年に近隣の活動家パット・ドルフマンがブリスの名を戻し昔の駅名や道路名に戻すようにMTAや市議会に求める署名を展開、1,900もの署名を集め2004年にはMTAが駅名にブリスの名を戻し、市は完全な改名とは行かないが交差点の看板などに「Bliss Street」の名称を使うようになった。